# كوكومين فوكو
كوكومين فوكو (باليابانية: 国民服) هي ألبسة وزعت في اليابان في 2 نوفمبر 1940 على أنها الملابس الوطنية القياسية للذكور في اليابان.
بدأ بتطبيق نظام الملابس الموحد نتيجة توحيد نظام الحياة وتبسيطه في أوقات الحرب وتحويله إلى نظام حياة عسكري حتى لعامة الشعب.
يشبه شكل الملابس الملابس العسكرية بخمسة أزرار ولون الملابس العسكرية مع قبعة وقفازات وحذاء ذات مواصفات محددة بدقة متناهية، إلا أن الملابس التي تختفي تحتها تكون حرة.
قسمت إلى أربع فئات من 1 إلى 4 لكل منها طراز مختلف.